# Grb Eritreje
Grb Eritreja je službeno usvojen 24. svibnja 1993., na dan proglašenja nezavisnosti od Etiopije. 
Grb prikazuje jednogrbu devu okruženu maslinovim grančicama.  Na dnu je traka sa službenim nazivom države na tri jezika: u sredini engleski: "The State of Eritrea", lijevo tigrignski "ሃገረ ኤርትራ", te desno arapski "دولة إرتريا،".